# خانه امین
خانه امین مربوط به دوره قاجار است و در اصفهان،  خیابان چهار باغ ، کوچه حاج محمد علی واقع شده و این اثر در تاریخ ۳۰ تیر ۱۳۸۴ با شمارهٔ ثبت ۱۲۲۹۹ به‌عنوان یکی از آثار ملی ایران به ثبت رسیده است.